# Butyriboletus fechtneri
Bolet pâle, Bolet de Fechtner
Espèce
Statut de conservation UICN

 LC  : Préoccupation mineure
Butyriboletus fechtneri, le Bolet pâle ou Bolet de Fechtner, anciennement Boletus fechtneri, est une espèce plutôt rare de champignon (Fungi) basidiomycète du genre Butyriboletus dans la famille des Boletaceae. Il est caractérisé par son chapeau grisâtre, son pied présentant souvent un cerne rose sur sa moitié inférieure et sa chair bleuissante souvent uniquement au-dessus des tubes à la coupe.

## Taxonomie
Le nom correct complet (avec auteur) de ce taxon est Butyriboletus fechtneri (Velen.) D. Arora & J.L. Frank, 2014.
L'espèce a été initialement classée dans le genre Boletus sous le basionyme Boletus fechtneri Velen., 1922.

### Synonymes
Butyriboletus fechtneri a pour synonymes :
- Boletus appendiculatus subsp. pallescens Konrad, 1929
- Boletus fechtneri Velen., 1922
- Boletus pallescens (Konrad) Singer 1936[2]

### Phylogénétique
Il est considéré comme le dernier ancêtre commun (MRCA) des Boletus

### Étymologie
L'épithète spécifique fechtneri de Boletus fechtneri Velen. (1922) lui a été donné en 1922 en hommage à František Fechtner (1883-1967), botaniste et taxidermiste tchèque à l'Université Charles de Prague qui a collaboré à sa description,.

### Noms vulgaires et vernaculaires
Ce taxon porte en français les noms vernaculaires ou normalisés suivants : Bolet pâle, en souvenir de son ancien nom scientifique Boletus pallescens,, et Bolet de Fechtner, en référence à son nom binominal actuel.

## Description du sporophore

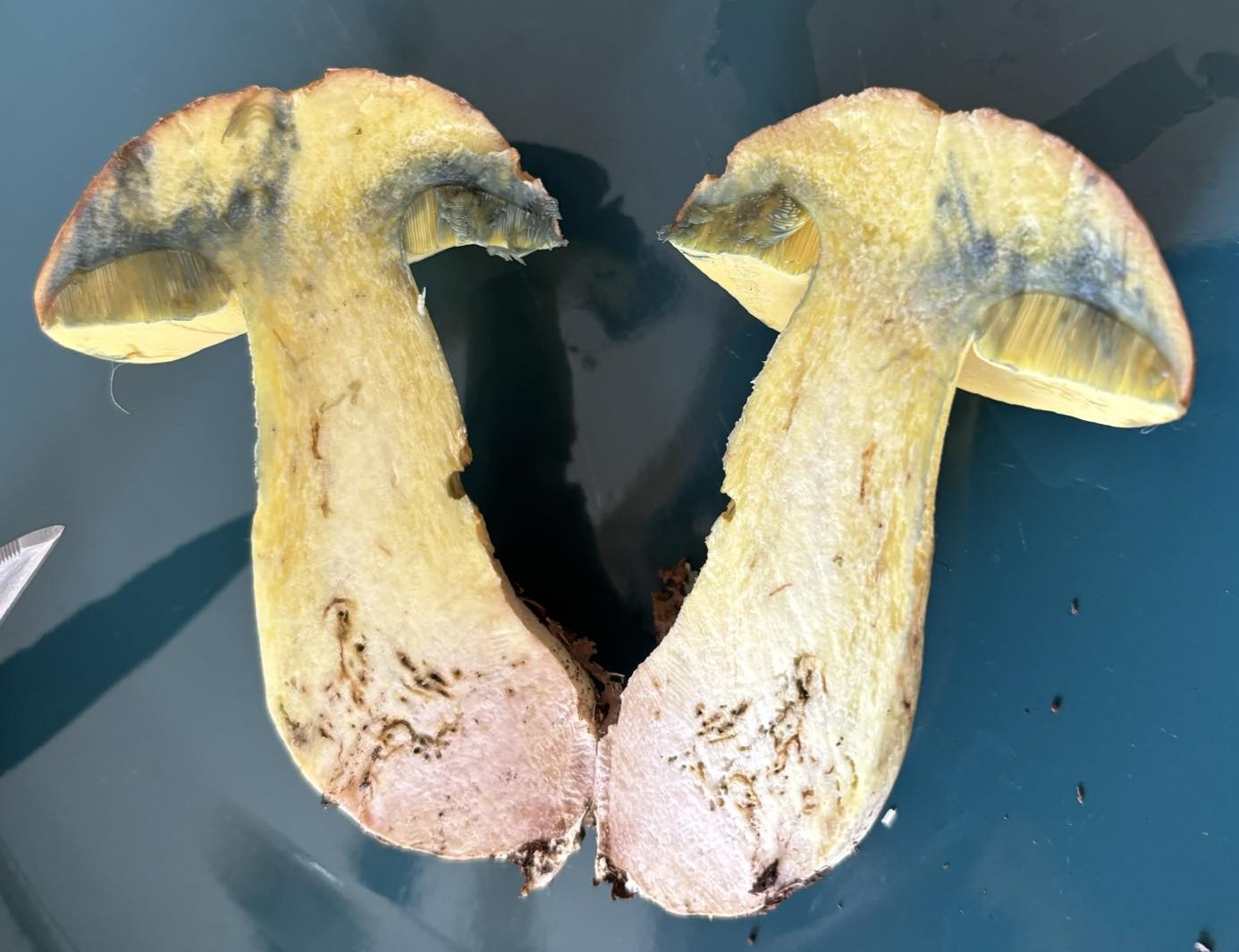
Bleuissement typique à la coupe de la chair de B. fechtneri, léger et localisé juste au-dessus des tubes.

Les bolets sont des champignons dont l'hyménophore, constitué de tubes et terminés par des pores, se sépare facilement de la chair du chapeau. Ce chapeau d'abord rond, recouvert d'une cuticule, devient convexe à mesure qu’il vieillit. Ils ont un pied (stipe) central assez épais et une chair compacte. Les caractéristiques morphologiques de B. fechtneri sont les suivantes :
Son chapeau mesure de 8 à 20 cm. Il est lisse, velouté et feutré, tomenteux. Sa couleur va du gris-blanc au beige crème, du gris-brun au brun, occasionnellement avec une très légère nuance rosée. Sa marge est excédentaire : son chapeau présente une bordure fine qui dépasse.
L'hyménophore présente des pores jaunes, bleuissants à la pression ou à la coupe. Les tubes sont concolores.
Son stipe est jaunâtre, couvert d’un fin réseau concolore assez étendu, cerné de rose rougeâtre dans la zone médiane ou basse.
La chair est blanchâtre jaunâtre, bleuissant dans le chapeau à la coupe (surtout juste au-dessus des tubes) et rosâtre à la base du stipe.

### Caractéristiques microscopiques
Ses spores mesurent 11-15 x 4,5-6 µm, elles sont fusiformes à fusiformes-ellipsoïdes, lisses.

## Galerie

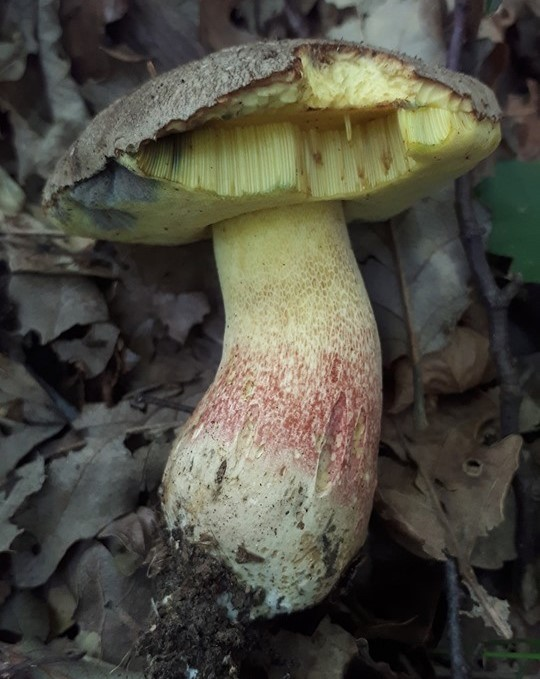
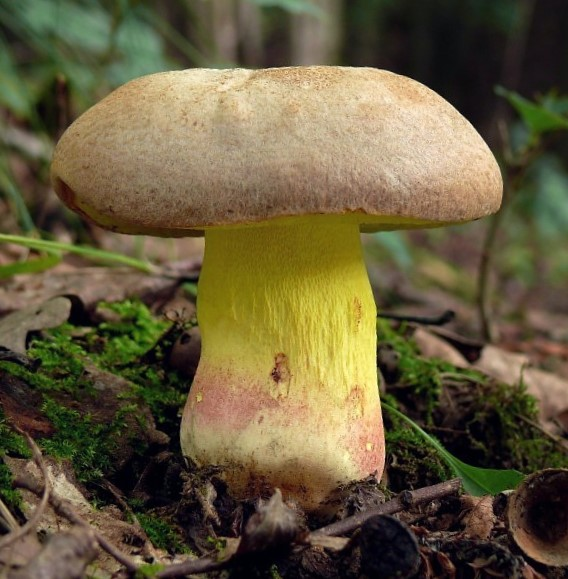
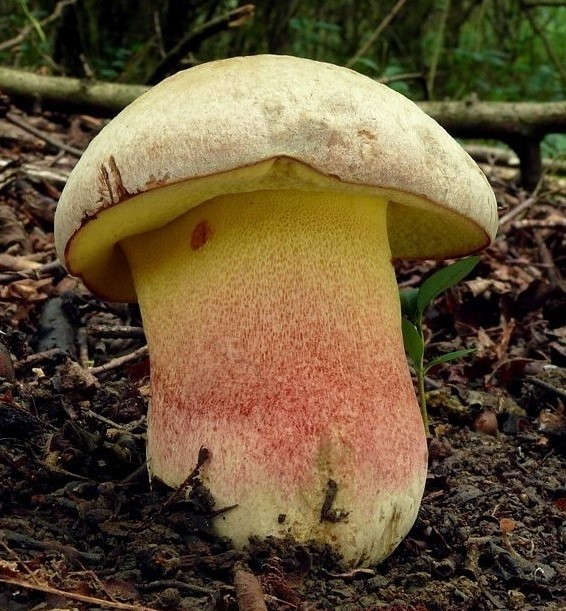
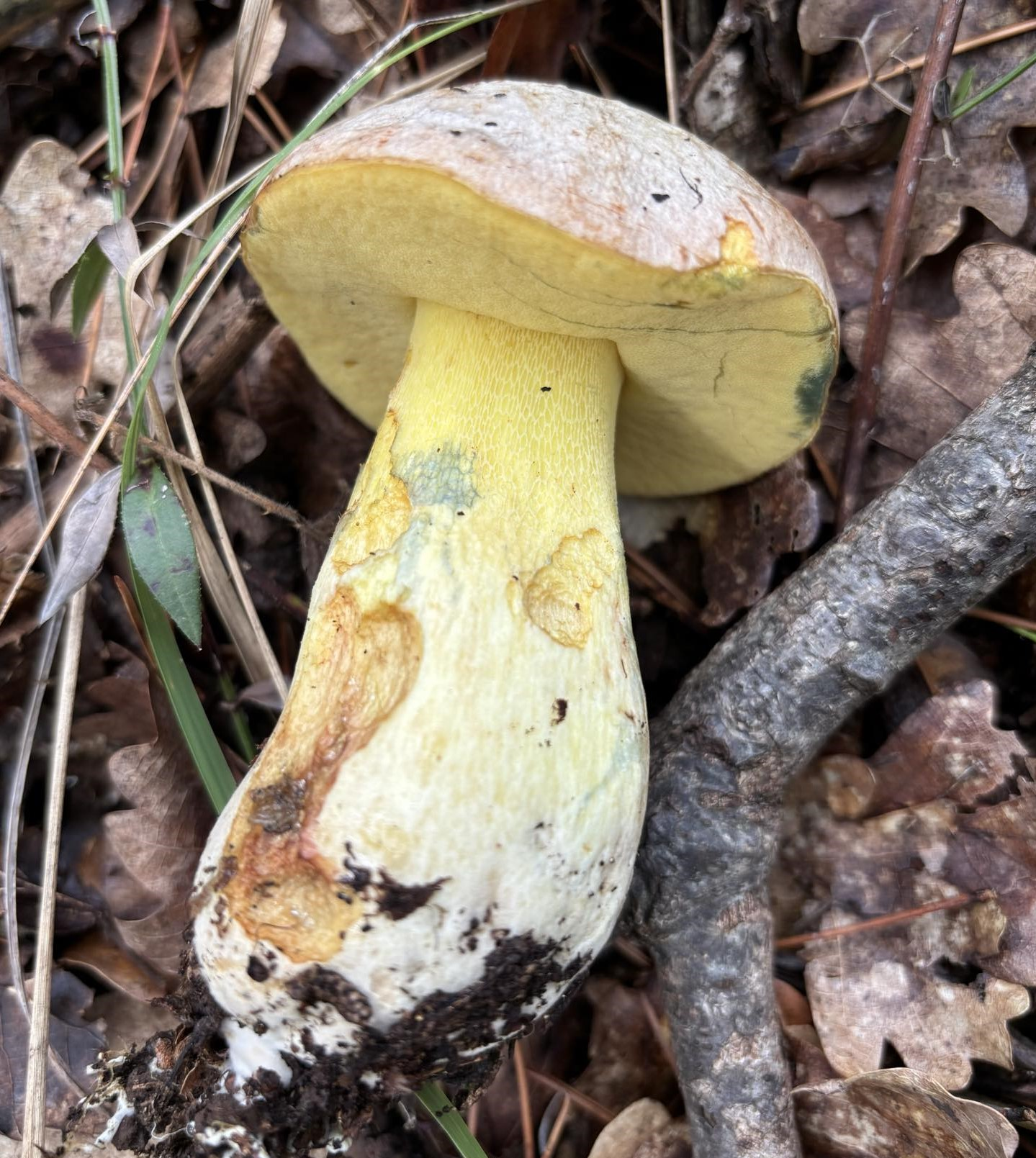
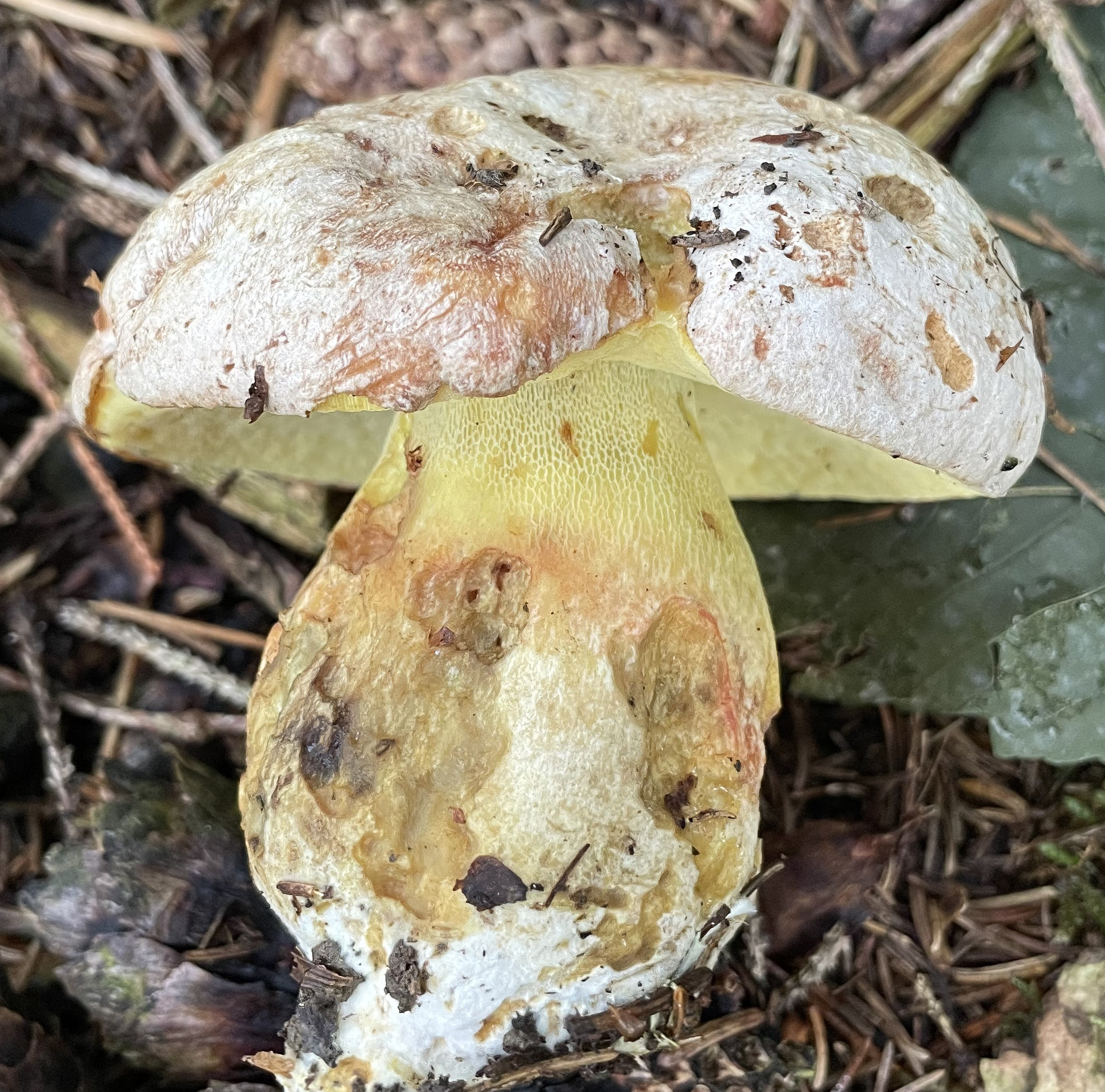
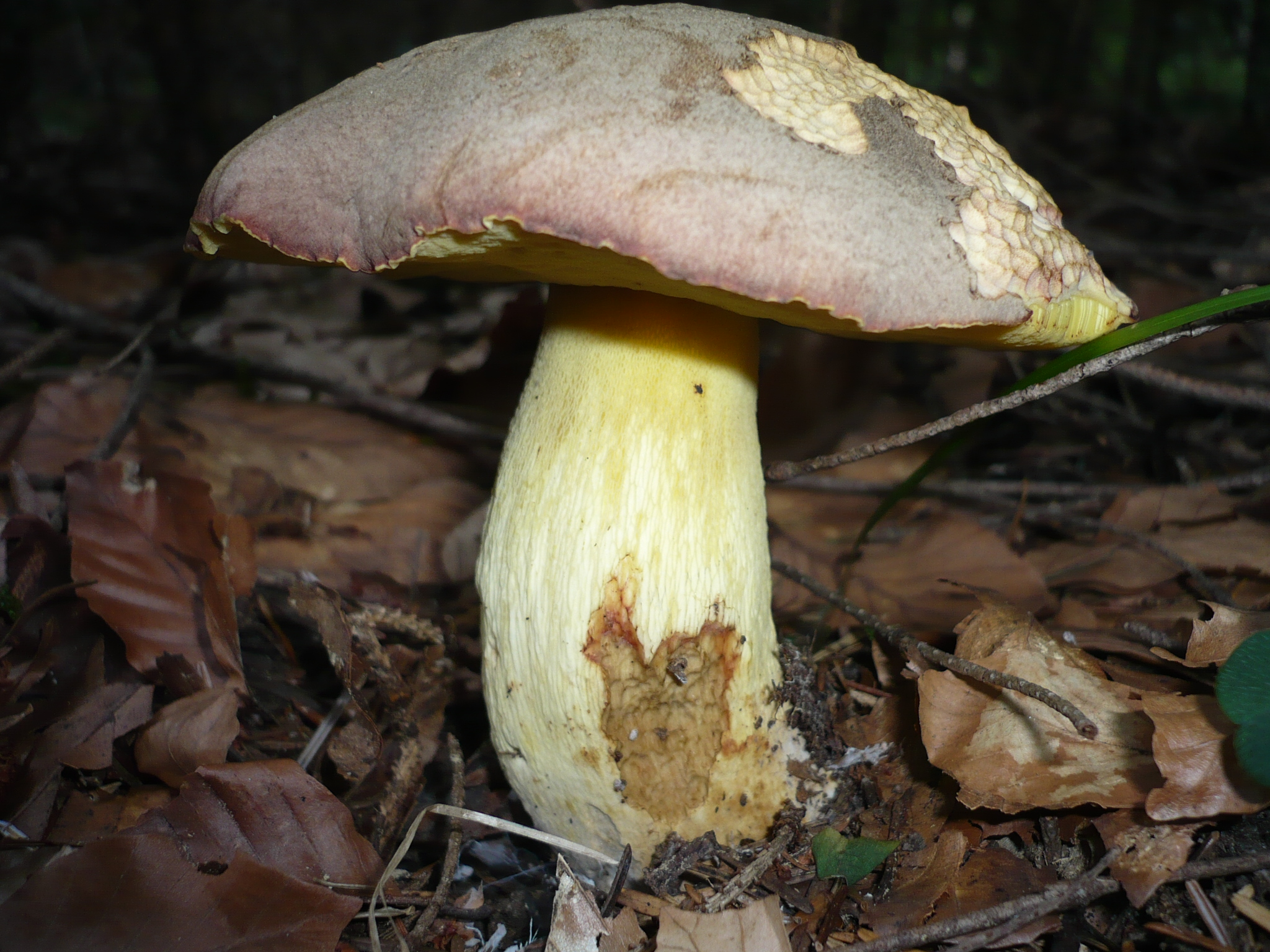
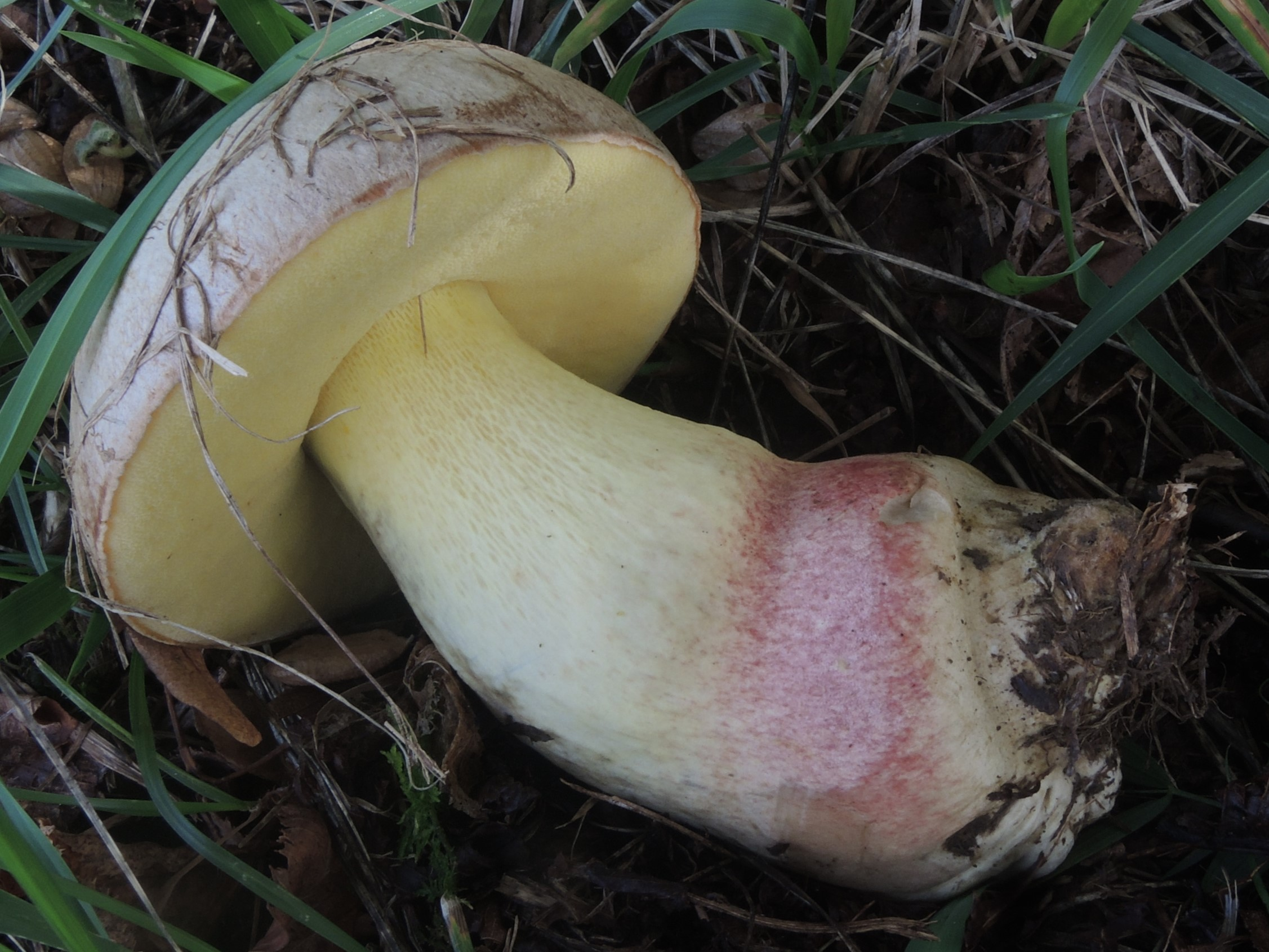
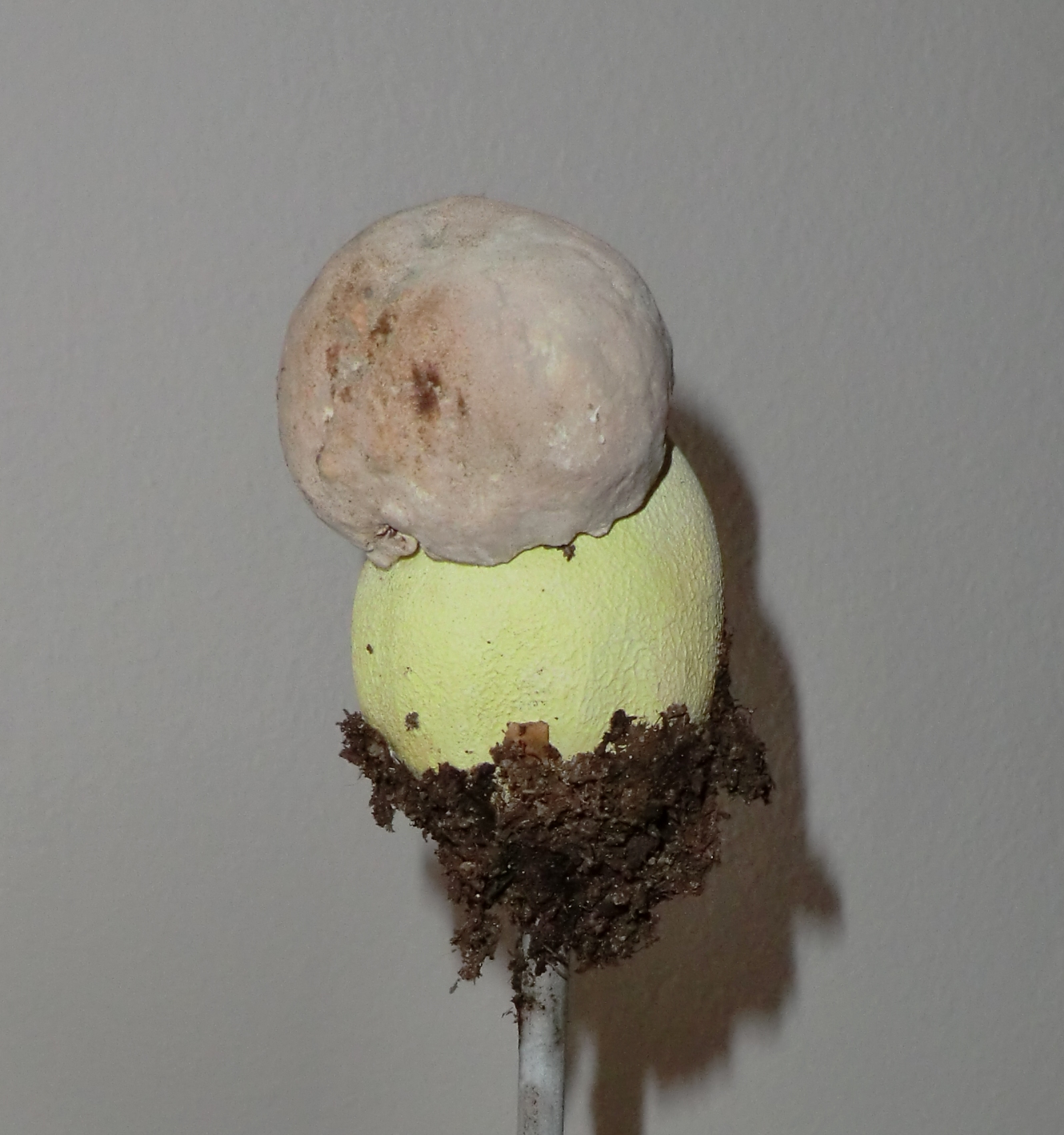
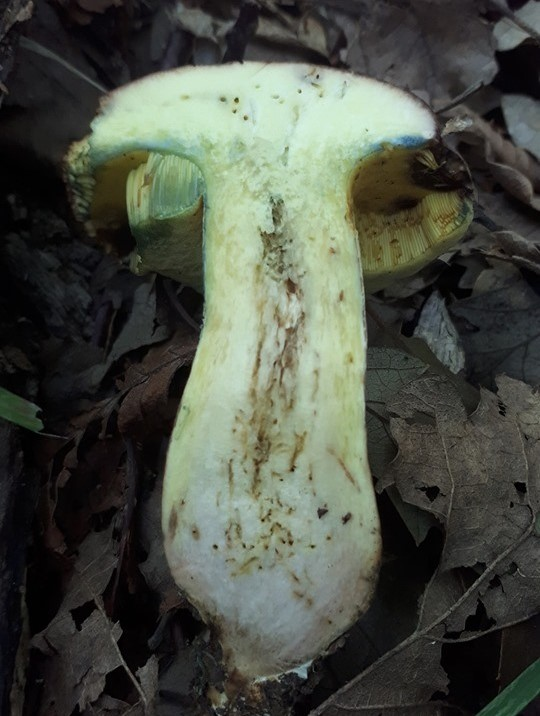
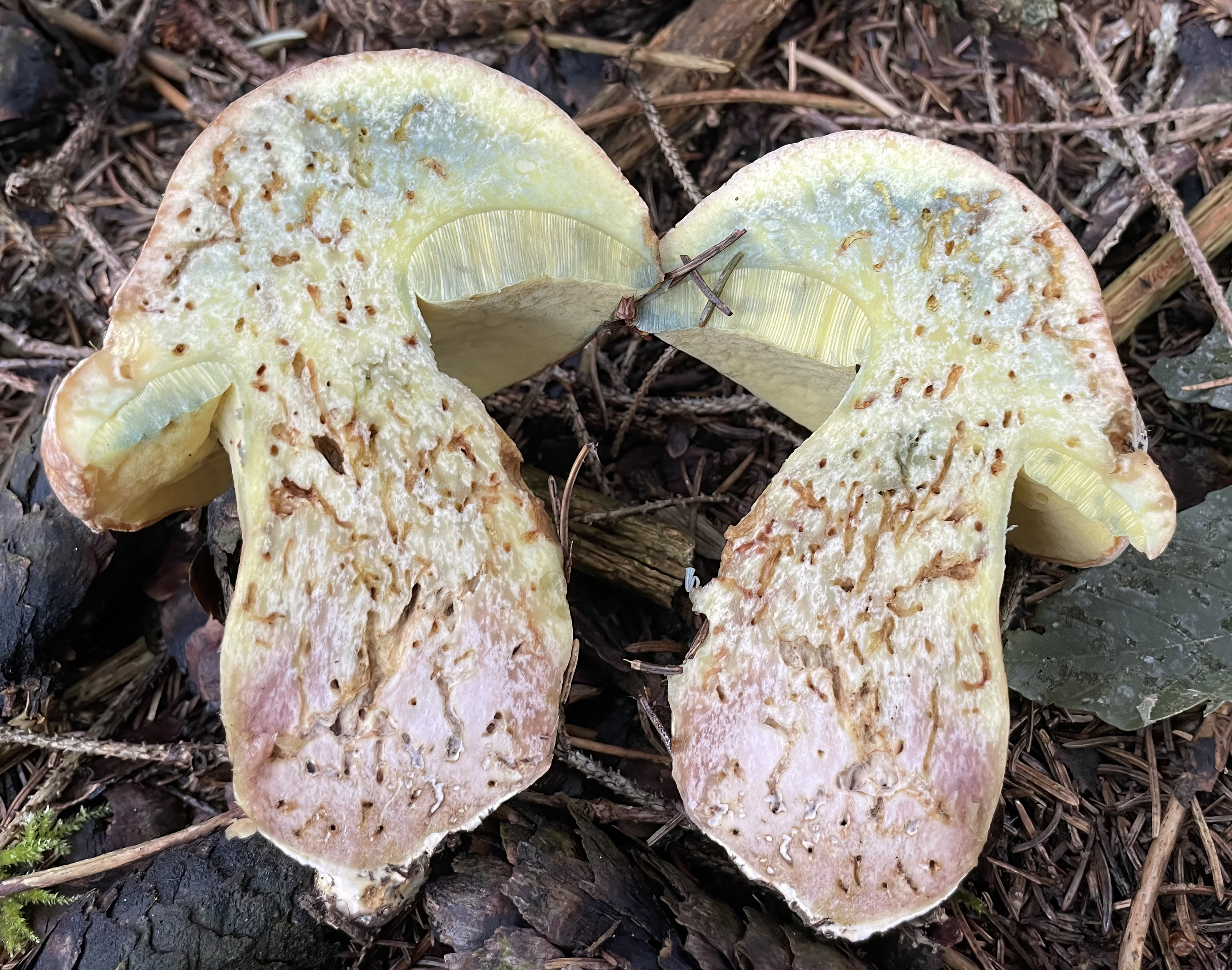
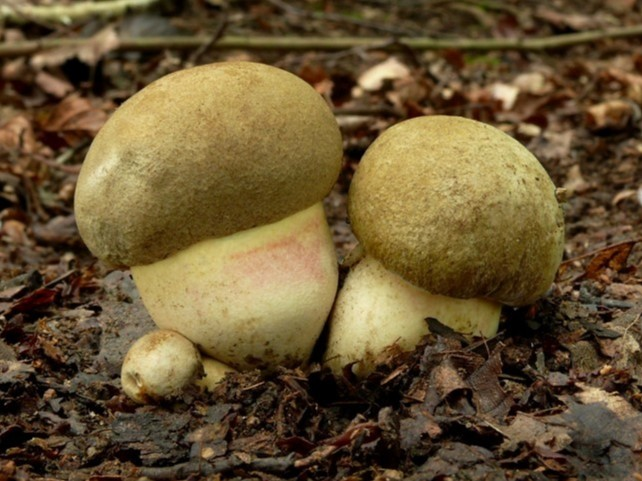
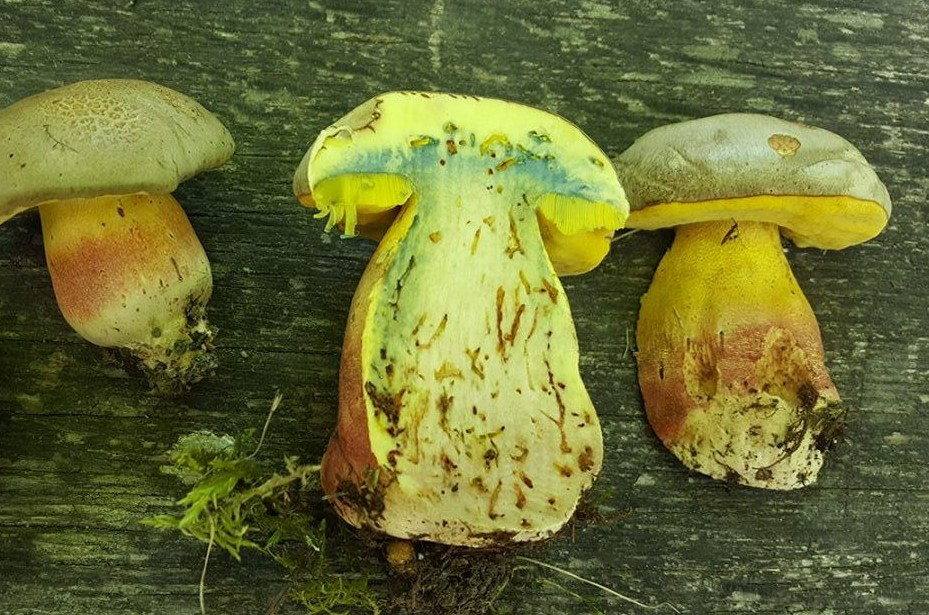
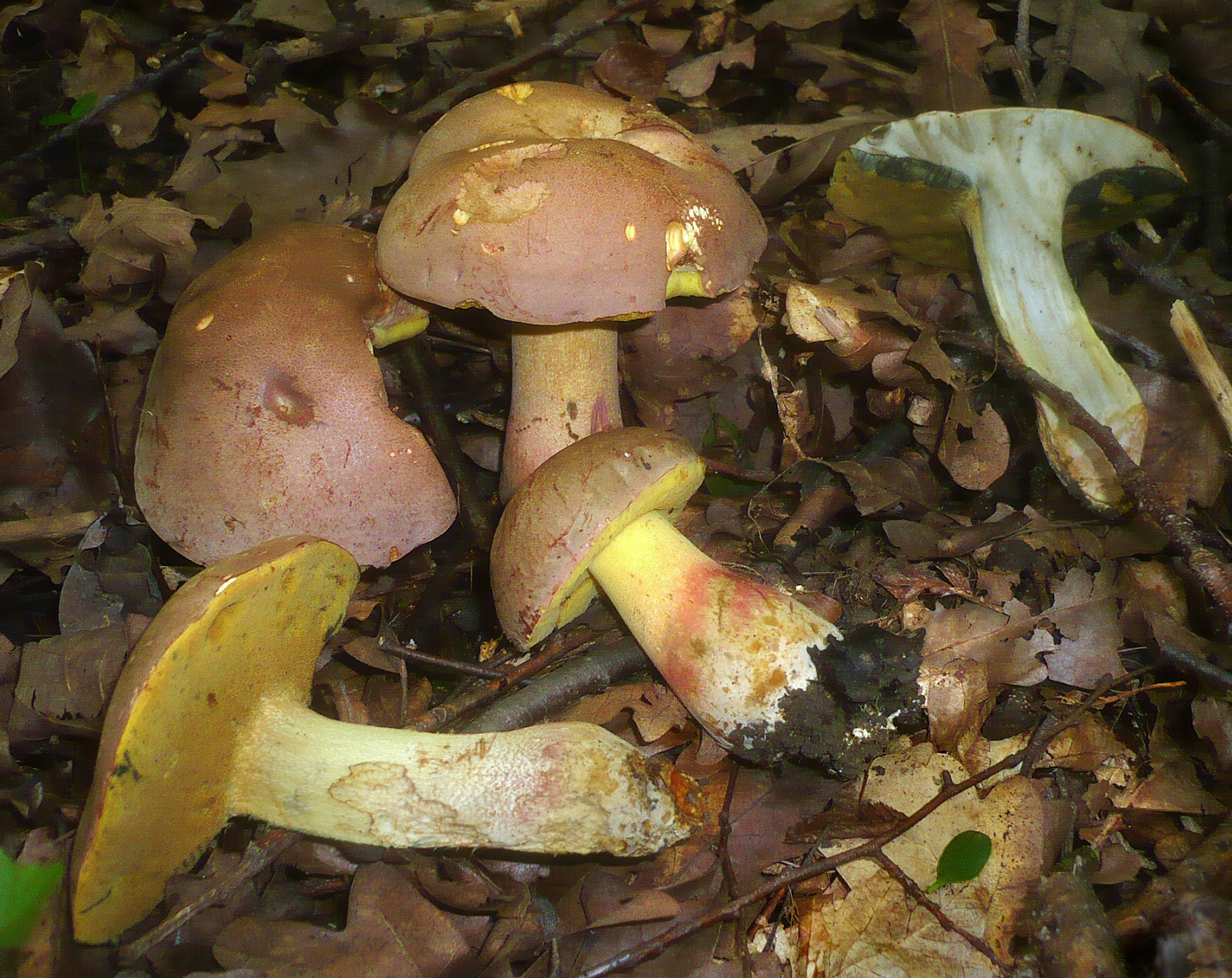

## Habitat et distribution
C'est une espèce ectomycorhizienne, plutôt rare dans toute l'Europe, poussant isolée ou en petits groupes en plaine ou plus haut, dans les bois de feuillus, principalement de chênes caduques, mais aussi sous hêtre, tilleuls, et plus rarement sous charme, noisetier et châtaignier, et aussi dans les bois mixtes, sur des sols calcaires de l'été à l'automne (Juin à Octobre). Elle serait plus rarement associée aux conifères, exceptionnellement sous conifères purs. Dans le bassin méditerranéen, elle est associée avec des espèces caduques et non caduques de chênes thermophiles comme Q. suber, Q. faginea, Q. rotundifolia, Q. ilex, Q. alnifolia, Q. coccifera subsp. caliprinos et Q. pubescens.
La présence du Bolet pâle est documentée dans toute l'Europe, confirmée en France, Autriche, Bosnie-Herzégovine, Bulgarie, Tchéquie, Chypre, Danemark, Estonie, Allemagne, Grande-Bretagne, Grèce, Hongrie, Italie, Lettonie, Lituanie, Macédoine, Monténégro, Pays-bas, Pologne, Roumanie, Serbie, Slovaquie, Slovénie, Espagne, Suède, Suisse, Ukraine, Irlande du Nord, Iran, Turquie, Russie et Maroc.

## Statut de conservation

### Régional
- Poitou-Charentes : classement de cette espèce en catégorie EN (En danger) au niveau régional[13].
- Alsace : classement de cette espèce en catégorie NT (Quasi menacée) au niveau régional[14].

### Europe
Le Bolet pâle est inscrit sur la liste rouge européenne en catégorie b (régression de grande ampleur, quelques extinctions nationales). 

## Comestibilité
Le Bolet pâle est un bon comestible cuit, comme tous les Butyriboletus en Europe. Cependant, de par sa rareté et sa difficulté d'identification, il ne fait l'objet d'aucune consommation traditionnelle ou occasionnelle notable. Sa rareté devant inciter à ne pas le rechercher à des fins de consommation, il devrait en conséquence être considéré comme sans pertinence alimentaire , de plus il se trouve sur la liste rouge de nombreux pays.

## Confusions possibles
Le Bolet pâle peut se confondre avec les espèces suivantes :
- Le Bolet faux royal (Butyriboletus fuscoroseus), chapeau plus sombre, rosâtre puis brun avec l’âge et bleuissement de la chair sur l’ensemble du chapeau[8]. Comestible.
- Le Bolet appendiculé (Butyriboletus appendiculatus), chapeau à dominante brune, brun-rouge, brun rosâtre à brun jaune, stipe sans teintes roses, chair ne bleuissant pas ou que très subtilement au-dessus des tubes ; B. subappendiculatus est un sosie qui vient sous conifères montagnards (épicéas et sapins)[8]. Comestible réputé.
- Le Bolet rose et gris (Butyriboletus roseogriseus), chapeau blanchâtre très légèrement brunâtre rosâtre, sans cerne rose autour du stipe ou à sa base, venant sous conifères. Rarissime, sans intérêt alimentaire.
- Le Bolet radicant (Caloboletus radicans), chapeau blanc à brunâtre, entièrement bleuissant à la coupe, saveur amère. Amer, non comestible, potentiellement émétique.
- Le Bolet à beau pied (Caloboletus calopus), chapeau blanchâtre à brunâtre, entièrement bleuissant à la coupe, stipe à moitié rouge, saveur amère. Amer, non comestible, potentiellement émétique.
- Le Bolet faux-radicant (Caloboletus kluzakii), rarissime, chapeau blanchâtre avec des teintes rosées, entièrement bleuissant à la coupe, saveur amère. Amer, non comestible, potentiellement émétique.